# Unerwünschte Werbung
Unerwünschte Werbung ist Werbung, mit deren Zustellung sich der Empfänger weder ausdrücklich noch durch schlüssiges Verhalten einverstanden erklärt hat. Meist handelt es sich hierbei um Gratis-Wochenzeitungen, Anzeigenblätter, Briefpost, E-Mails, Telefonanrufe, SMS und Faxe, die der Betroffene erhält, ohne diese ausdrücklich bestellt zu haben.
Widerstand gegen unerwünschte Werbung wird in Deutschland vom Recht auf informationelle Selbstbestimmung geschützt. Dazu gehören der Verbraucherdatenschutz und das Verbraucherinformationsgesetz. In Österreich ist Werbeverzicht gegen Postwurfsendungen möglich. Eine bedeutende Datenquelle für unerwünschte Werbung ist der Adresshandel. Unerwünschte Werbung per E-Mail wird oftmals als Spam bezeichnet.

## Unerwünschte Werbung

### An der Wohnungstür
siehe: Haustürgeschäft, Drückerkolonne

### Briefkasten
Deutschland

Verbot von Werbeeinwurf und Hauswurfsendungen

In Deutschland können sich Empfänger gegen unverlangte, nicht adressierte (Prospektverteilung), unerwünschte Werbung, etwa Postwurfsendungen und Anzeigenblätter, schützen, indem sie am Briefkasten darauf hinweisen, dass Werbung nicht erwünscht ist (Werbeverweigerer) z. B. „Bitte keine Werbung und kostenlose Zeitungen“. Dieser Hinweis wird von seriösen Verteilern in der Regel beachtet. In Deutschland hatten 2011 ca. 15 % der Haushalte einen entsprechenden Hinweis an ihrem Briefkasten angebracht.
Bei redaktionellen Werbeblättern, Gratis-Wochenzeitungen, Anzeigenblätter oder kostenlosen Zeitungen mit Werbeeinlagen reicht der Hinweis „keine Werbung“ nicht aus, um sich vor der unerwünschten Zustellung dieser Hauswurfsendungen zu schützen. Hier muss der Hinweis um den Zusatz „keine kostenlosen Zeitungen“ ergänzt werden (OLG Hamm, Urteil vom 14. Juli 2011, Az. I-4 U 42/11).

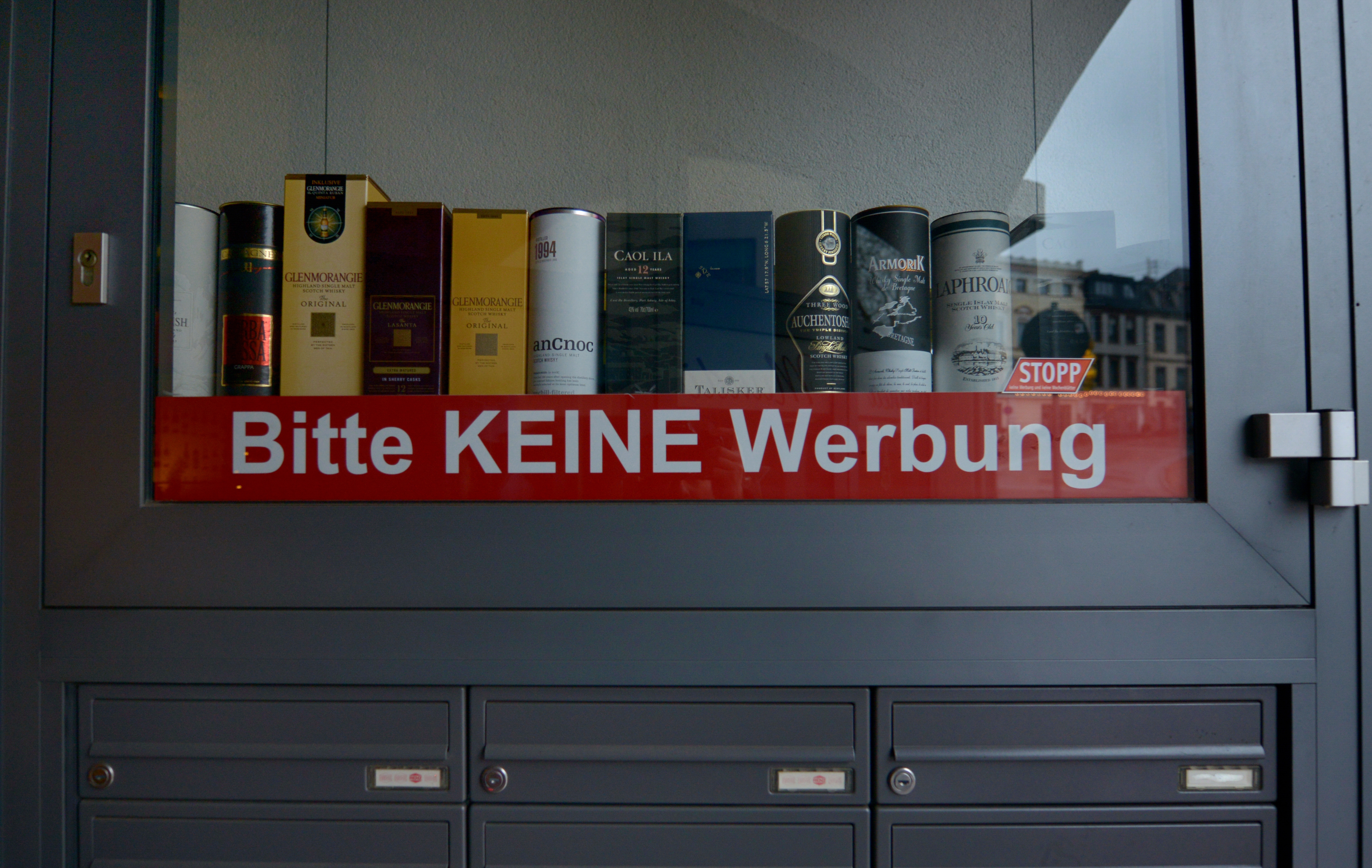
Aufkleber an einer Briefkastenanlage: nur Verbot von Werbung

Postzusteller und Prospektverteiler dürfen hier weder nicht persönlich adressierte Werbematerialien noch Postwurfsendungen einwerfen. Dies gilt auch für sog. teiladressierte Sendungen, z. B. „An die Gartenfreunde des Hauses Bergstraße 10, Musterstadt“. Persönlich adressierte Werbesendungen hingegen müssen zugestellt werden.
Statt einer Kennzeichnung am Briefkasten alle Werbung zu unterbinden, kann über eine ausdrückliche Mitteilung an das werbende Unternehmen auch passgenau gefiltert werden.
Vor der Zustellung persönlich adressierter Werbesendungen kann man sich auch mit einem Eintrag in Robinsonlisten schützen. Das sind in Deutschland die Deutsche Robinsonlisten des I.D.I. sowie die DDV-Robinsonliste des DDV, dessen Mitglieder, die werbetreibenden Unternehmen, für 5 Jahre keine Brief-Werbung an die eingetragenen Adressen versenden.
Österreich

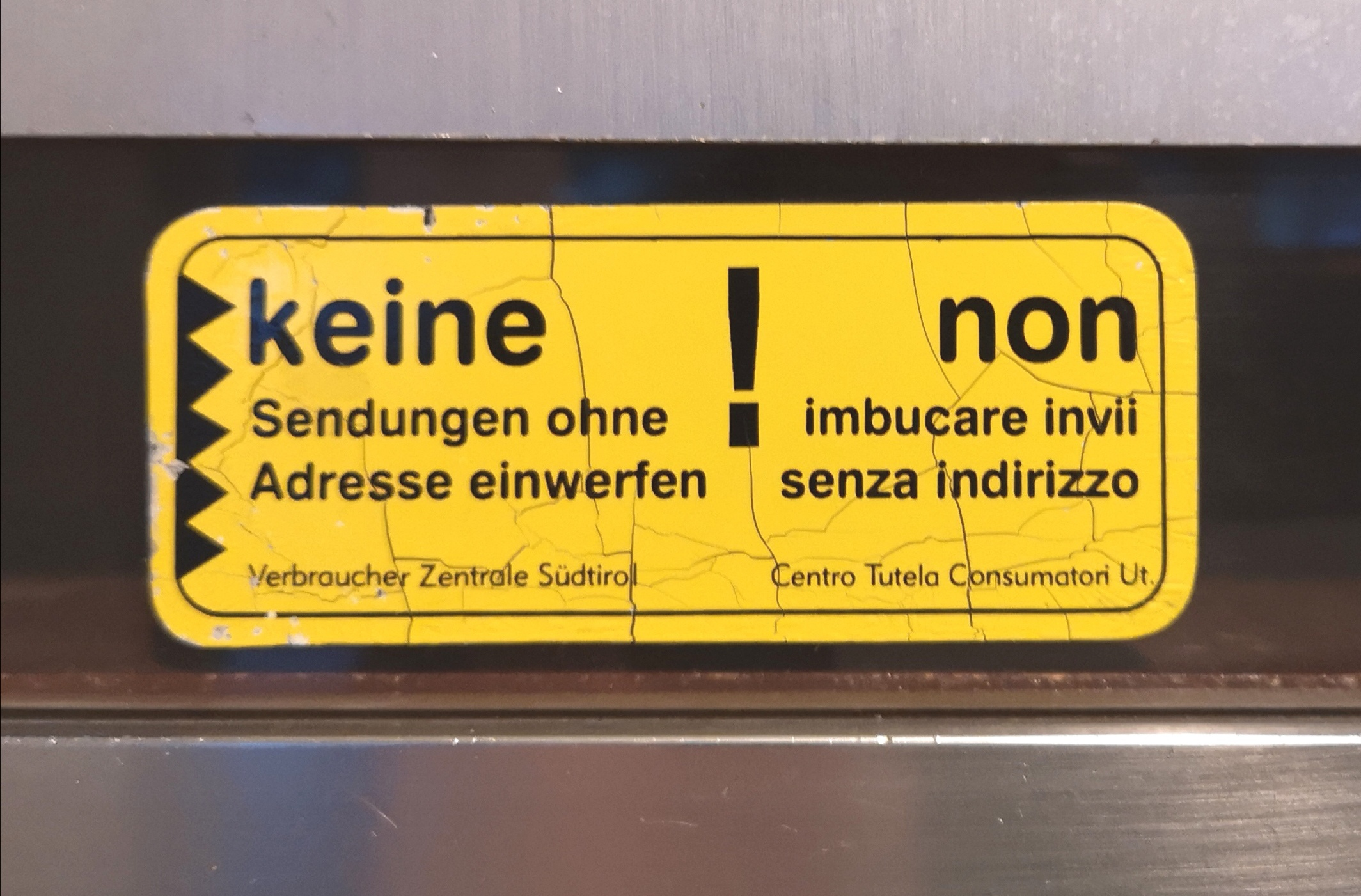
Hausbriefkasten in Südtirol mit zweisprachigem Werbeverweigerungsetikett

In Österreich ist Werbeverzicht gegen Postwurfsendungen möglich.
Schweiz
In der Schweiz schützt ein Stopp-Kleber vor unadressierter oder teiladressierter Reklame, die durch die Post oder professionelle Verteilfirmen zugestellt werden. Hingegen stellt die Post Bettelbriefe von ZEWO-zertifizierten Hilfswerken und Streusendungen von politischen Parteien und überparteilichen Komitees sowie der öffentlichen Verwaltungen, Anzeiger und Informationen von Recyclingunternehmen in jedem Fall zu. Privatpersonen sowie Firmen können bei der Schweizerischen Lauterkeitskommission Beschwerde gegen Verstöße einreichen.
Südtirol
In Südtirol wenden sich Werbeverweigerungsetiketten an den Hausbriefkästen gegen unerwünschte Reklame oder nicht adressierte Einwurfsendungen.

### E-Mail
Unerwünschte Werbung per E-Mail wird oftmals als Spam bezeichnet. Die E-Mails werden dem Empfänger überwiegend unverlangt zugestellt. Sie werden massenhaft versandt und haben werbenden Inhalt. Dieser Vorgang wird Spamming oder Spammen genannt, der Täter Spammer.
E-Mail ist einer der wichtigsten Dienste des Internets. Der schnelle, zuverlässige und kostengünstige Versand von E-Mails wird jedoch immer häufiger durch den Versand unerwünschter Werbung missbraucht. Inzwischen machen unverlangt zugeschickte massenhaft versendete E-Mails den Großteil des gesamten E-Mail-Verkehrs aus und gefährden somit insgesamt die Zuverlässigkeit des Dienstes.
Seit der Reform des Gesetzes gegen den unlauteren Wettbewerb (UWG) im Juli 2004 gibt es mit § 7 Abs. 2 Nr. 3 und Abs. 3 UWG erstmals gesetzliche Regelungen zur Werbung per E-Mail. Entsprechend der bisherigen Rechtsprechung sieht § 7 Abs. 2 Nr. 3 UWG unter anderem die Verwendung elektronischer Post für Werbungszwecke ohne Einverständnis des Adressaten als wettbewerbswidrig an.

### Telefon
Die Rechtslage im Bereich Telefonmarketing ist seit dem 8. Juli 2004 gesetzlich fixiert. Im Privatkundenbereich sind dem aktiven Telefonmarketing, bei dem der Anruf vom Unternehmen ausgeht, weiterhin sehr deutliche Grenzen gesetzt. Grundsätzlich gilt, dass Werbeanrufe bei Verbrauchern nur mit vorausgegangener Zustimmung des anzurufenden Verbrauchers erlaubt sind. Telemarketer, die im DDV organisiert sind, verpflichten sich außerdem nicht vor 8:00 Uhr und nach 20:00 Uhr anzurufen und auf Anrufe an Sonn- und Feiertagen zu verzichten.
In der Schweiz ist der Anruf bei Personen, die einen * vor ihrer Nummer im Telefonbuch haben verboten (opt out). Bei Zuwiderhandlungen kann der Angerufene bei der Polizei einen Strafantrag stellen.

### Fax
Neben dem Versand von Werbung im engeren Sinne werden vielfach in betrügerischer Absicht „Informationen“ verteilt, die in der Fußzeile darauf hinweisen, dass man bei mangelndem Interesse den künftigen Versand durch das Zurücksenden des Faxes an eine angegebene Mehrwertdienstrufnummer vermeiden kann. An den Erlösen aus der Mehrwertdienstrufnummer verdient der Initiator der Faxwerbung. In Deutschland wurde zur Bekämpfung der Versendung von unerwünschter Werbung mit Wirkung vom 28. August 2002 der § 13a in die Telekommunikations-Kundenschutzverordnung (TKV) eingefügt. Demnach ist jeder verpflichtet, der einem Kunden eine Mehrwertdienstrufnummer zur Nutzung überlassen hat, unverzüglich geeignete Maßnahmen zur Unterbindung von Rechtsverstößen zu ergreifen, einschließlich Sperrung der missbräuchlich verwendeten Mehrwertdienstrufnummer. Im Jahr 2003 wurde eine Reihe von zivilrechtlichen Verfahren durchgeführt. In der Folge ging das Beschwerdeaufkommen im Bereich der Faxwerbung beim Verbraucherservice deutlich zurück.
Unerwünschte Telefaxe verursachen Strom- und Papierkosten und blockieren das Faxgerät. Daher sind sie, ebenso wie unerwünschte Anrufe, nicht gestattet. Der Einsatz eines Werbefaxes zur Neukundengewinnung ist daher nicht möglich.

### Smartphone/Apps
Rechtlich noch kaum erfasst sind Technologien, mit denen den Nutzenden die Verfügungsgewalt über ihre Endgeräte (insbesondere Netbooks, Smartphones, Tabletcomputer) genommen wird, meist mithilfe von Apps oder entsprechenden Features der Betriebssysteme. So erscheint Werbung, die über längere Zeit konsumiert werden muss, ohne abgeschaltet werden zu können.

## Rechtslage
Der Versand von persönlich adressierten Werbesendungen als Briefpost ist in Deutschland rechtlich nicht beschränkt. Die Belästigung eines Verbrauchers mit unerwünschter Werbung stellt eine Verletzung der Persönlichkeitsrechte des Empfängers dar und begründet einen Unterlassungsanspruch, jedoch im Normalfall keinen Anspruch auf Zahlung einer Entschädigung. Das Landgericht Flensburg hat entschieden, dass der Inhaber eines Briefkastens, der mit einem Hinweis wie Bitte keine Werbung versehen ist, bereits vor dem ersten Einwurf von nicht persönlich adressiertem Werbematerial einen Unterlassungsanspruch hat.
Unerwünschte Werbung gegenüber einem Unternehmer verletzt das Recht am eingerichteten und ausgeübten Gewerbebetrieb, wenn keine regelmäßige Geschäftsbeziehung besteht.
Nach einem rechtskräftigen Urteil des Landgerichts Lüneburg vom 4. November 2011 (4 S 44/11) ist auch eine Willenserklärung in Form eines Widerspruchs gegenüber dem Versender der unerwünschten Werbung ausreichend, da ein Aufkleber dazu führen kann, dass auch erwünschte Werbung nicht mehr zugestellt wird. Ein Anwalt hatte der Zustellung der Postwurfsendung „Einkaufaktuell“ gegenüber der Deutschen Post AG widersprochen. Da diese trotz Widerspruchs die Zustellung nicht einstellte, kam es zu einer Klage auf Unterlassung, der in zweiter Instanz stattgegeben wurde.